# Yeison Guzmán
Yeison Estiven Guzmán Gómez, noto semplicemente come Yeison Guzmán (La Unión, 22 marzo 1998), è un calciatore colombiano, centrocampista della Torpedo Mosca.

## Caratteristiche tecniche
È un centrocampista offensivo.

## Carriera
Cresciuto nel settore giovanile dell'Envigado, debutta in prima squadra l'11 febbraio 2016 in occasione dell'incontro di Copa Colombia pareggiato 0-0 contro l'Águilas Doradas; la stagione seguente, il 26 febbraio 2017, debutta anche in Categoría Primera A subentrando nel match perso 2-1 contro il Deportes Tolima. A partire dal 2018 inizia a giocare con regolarità nella formazione titolare, trovando la prima rete il 18 febbraio nella vittoria per 1-0 contro l'Once Caldas.
Il 15 aprile 2021 si trasferisce a titolo definitivo al Cruzeiro, con cui firma un contratto quadriennale.

## Statistiche
Statistiche aggiornate al 19 aprile 2021.

### Presenze e reti nei club
| Stagione        | Squadra         | Campionato      | Campionato | Campionato | Coppe nazionali | Coppe nazionali | Coppe nazionali | Coppe continentali | Coppe continentali | Coppe continentali | Altre coppe | Altre coppe | Altre coppe | Totale | Totale | Totale |
| Stagione        | Squadra         | Comp            | Pres       | Reti       | Comp            | Pres            | Reti            | Comp               | Pres               | Reti               | Comp        | Pres        | Reti        | Pres   | Reti   |        |
| --------------- | --------------- | --------------- | ---------- | ---------- | --------------- | --------------- | --------------- | ------------------ | ------------------ | ------------------ | ----------- | ----------- | ----------- | ------ | ------ | ------ |
| 2016            | Envigado        | A               | 0          | 0          | CC              | 3               | 0               |                    | -                  | -                  |             | -           | -           | 3      | 0      |        |
| 2017            | Envigado        | A               | 10         | 0          | CC              | 2               | 0               |                    | -                  | -                  |             | -           | -           | 12     | 0      |        |
| 2018            | Envigado        | A               | 33         | 6          | CC              | 3               | 2               |                    | -                  | -                  |             | -           | -           | 36     | 8      |        |
| 2019            | Envigado        | A               | 39         | 8          | CC              | 2               | 1               |                    | -                  | -                  |             | -           | -           | 41     | 9      |        |
| 2020            | Envigado        | A               | 21         | 5          | CC              | 2               | 2               |                    | -                  | -                  |             | -           | -           | 23     | 7      |        |
| 2021            | Envigado        | A               | 17         | 4          | CC              | 0               | 0               |                    | -                  | -                  |             | -           | -           | 17     | 4      |        |
| Totale carriera | Totale carriera | Totale carriera | 120        | 23         |                 | 12              | 5               |                    | -                  | -                  |             | -           | -           | 132    | 28     |        |

## Palmarès

### Competizioni nazionali
- Copa Colombia: 1

Atlético Nacional: 2021
- Campionato colombiano: 1

Atlético Nacional: 2022-I